# Incidente aereo di Supt del 2 dicembre 1939
Il 2 dicembre 1939 un bombardiere Amiot 143 della 35ème Escadre de bombardement precipitò a Pontarlier durante un volo di collegamento da Montdidier-Assainvillers a Pontalier, con la morte di quattro dei cinque i membri dell'equipaggio.

## L'incidente

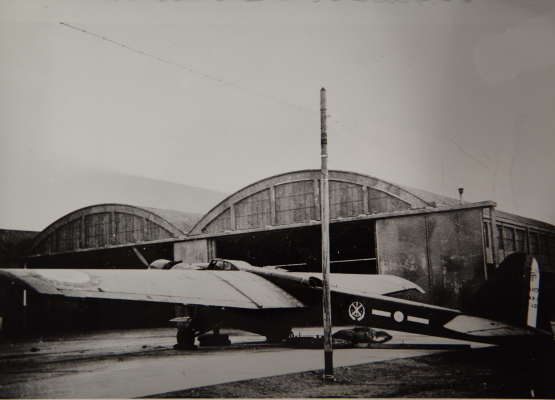
Un bombardiere Amiot 143 davanti ad un hangar.

Il 2 dicembre 1939, a seconda guerra mondiale già iniziata, l'aereo da bombardamento Amiot 143 n.110 della 4ª Escadrile del GB II/35 stava ritornando da una missione di collegamento da Azainvillers a Pontarlier. Decollato dal campo d'aviazione di Montdidier-Assainvillers il bombardiere, a causa delle avverse condizioni meteorologiche visto che sulla zona gravava una densa foschia, colpì uno sperone roccioso nella foresta di La Joux, a Supt, circa 25 km a ovest dell'aeroporto di Pontarlier. Nell'impatto perirono il sottotenente Roger Felix Lebrun, comandante del velivolo, il sergente pilota Armand Bazile Pasquier, il sergente artigliere Gérard Moisselin, e il sergente maggiore Roger Faucard.
Sopravvisse il sergente meccanico Marcel Charbonnier, che fu espulso dal velivolo a 35 metri di quota e rimase gravemente ferito. I funerali dei quattro defunti si svolsero il 4 dicembre, e le salme vennero tumulate nel locale cimitero di Pontarlier. Il sergente Charbonnier venne ricoverato presso l'ospedale di Pontalier dove venne curato dalle suore.

### Fonti
1. 1 2 3  Bureau of Aircraft Accidents Archives.
2. 1 2 3 4  Passionair1940.